# ミス・ユニバース2012
ミス・ユニバース2012（Miss Universe 2012、第61回ミス・ユニバース世界大会）は2012年12月19日にアメリカ合衆国ネバダ州ラスベガスのジ・アクシスで開催された。最後にミスUSAのオリビア・カルポが優勝し、アンゴラのレイラ・ロペスから後継者として栄冠を授けられた。この年の大会では前年と同じ89か国の代表たちが競った。日本からは原綾子が出場した。

## 機構
ドミニカ共和国はプンタカナで世界大会を開こうとミス・ユニバース機構と交渉したが、機構側が求める必要条件を満たすことが出来なかったために開催権を与えられなかった。ドミニカ共和国の返上により、ミス・ユニバース機構は年の中頃に大会を開いていた慣例を破って12月にネバダ州ラスベガスで大会を開くことになった。

## 最終結果

### 入賞者

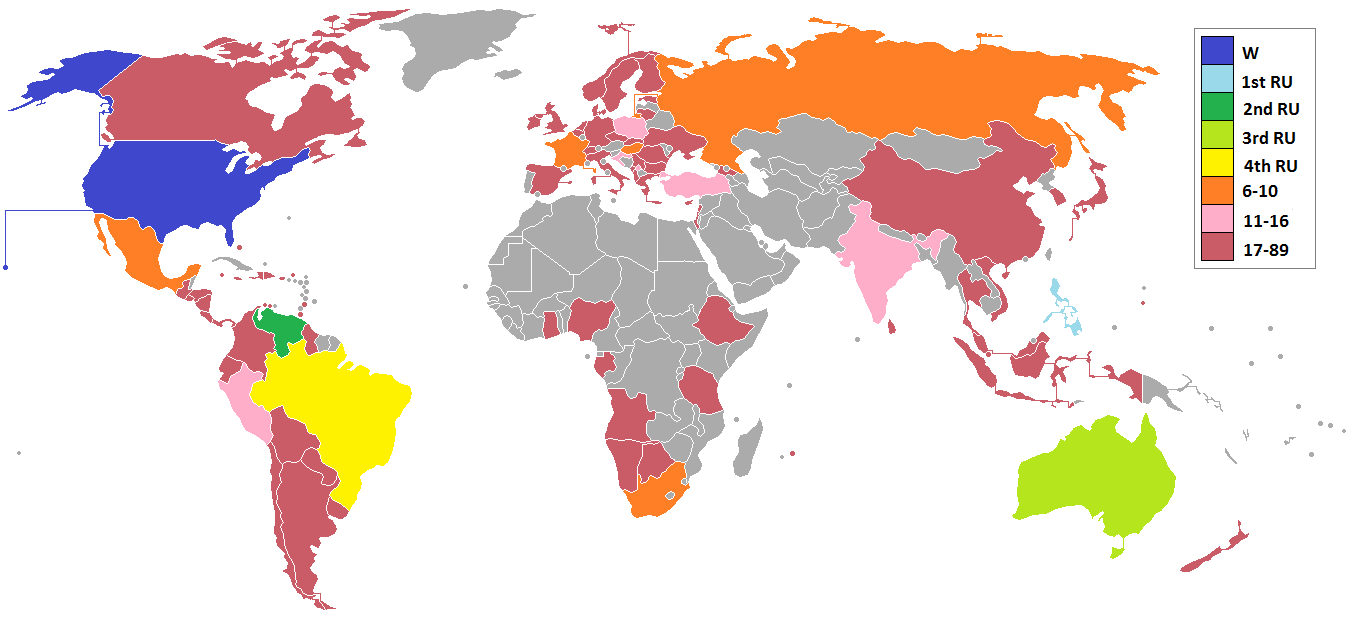
ミス・ユニバース2012の参加国と最終結果

| 最終結果             | 参加者 |
| -------------------- | --- |
| ミス・ユニバース2012 | - アメリカ – オリビア・カルポ（Olivia Culpo） |
| 第2位                | - フィリピン - ジャニン・トゥゴノン（Janine Tugonon） |
| 第3位                | - ベネズエラ – イレーネ・エッサー（Irene Esser） |
| 第4位                | - オーストラリア – レネー・エアリス（Renae Ayris） |
| 第5位                | - ブラジル – ガブリエラ・マルクス（Gabriela Markus） |
| トップ10             | - フランス – マリー・パイェット - ハンガリー – アグネス・コンコリ - メキシコ – カリーナ・ゴンザレス - ロシア – エリザヴェタ・ゴロヴァノワ - 南アフリカ – メリンダ・バム                                   |
| トップ16             | - クロアチア – エリザベータ・ブルグ - インド – シルパ・シン - コソボ – ダイアナ・アヴィディー - ペルー – ニコル・ファベロン - ポーランド – マルツェリナ・ザヴァツカ - トルコ – ジャギル・オズゲ・オズクル |

### 特別賞
- ミス・コンジニアリティ - ラウラ・ゴドイ（ グアテマラ）
- ベスト・ナショナル・コスチューム - 許継丹（ 中国）
- ミス・フォトジェニック - ダイアナ・アヴィディー（ コソボ）